# Rostkragad inka
Rostkragad inka (Coeligena inca) är en fågel i familjen kolibrier.

## Utseende
Rostkragad inka är en kolibri med slående fjäderdräkt. Båda könen har en orangefärgad krage som sträcker sig nästan hela vägen bak i nacken, vita yttre stjärtpennor och en lång och rak näbb. Hanens huvus är svart med en safirblå fläck i pannan. Honan kan förväxlas med violettstrupig inka, men denna saknar kragen och har beige istället för vitt på stjärten.

## Utbredning och systematik
Fågeln delas in i två underarter med följande utbredning:
- C. i. omissa – Anderna i sydöstra Peru från östra Cuzco (Urubamba) till Puno
- C. i. inca – Anderna i Bolivia (La Paz, Cochabamba)

Den kategoriserades tidigare som del av vitkragad inka (Coeligena inca) men urskildes 2016 som egen art av BirdLife International, 2022 av tongivande eBird/Clements och 2023 av International Ornithological Congress.

## Levnadssätt
Rostkragad inka hittas i bergsbelägna molnsskogar. I vissa områden kan den också ses besöka kolibrimatningar.

## Status och hot
Arten har ett stort utbredningsområde, men tros minska i antal, dock inte tillräckligt kraftigt för att den ska betraktas som hotad. Internationella naturvårdsunionen IUCN listar arten som livskraftig (LC).